# Serie A 1984 (calcio femminile)
L'edizione 1984 è stata la diciassettesima edizione del campionato italiano di Serie A femminile di calcio.
L'Alaska Trani 80 ha conquistato il suo primo scudetto. Il titolo di capocannoniere della Serie A è andato alla danese Susanne Augustesen, calciatrice della ROI Lazio, autrice di 25 gol. Il Tigullio Genova è stato retrocesso in Serie B.

## Stagione

### Novità
Al termine della stagione 1983 il Fiamma Sarcedo e il Giugliano sono stati retrocessi in Serie B. Sono stati promossi l'Aurora Mombretto e l'Alba Pavona, vincitori dei due gironi della Serie B 1983.
In seguito, l'Aurora Mombretto ha rinunciato ad iscriversi in Serie A, iscrivendosi in Serie B. Anche il Piacenza ha rinunciato a iscriversi in Serie A, ha successivamente dichiarato la propria inattività e le calciatrici piacentine sono confluite nell'A.C.F. Ghepard Gorgonzola appena promosso in Serie B.
Inoltre, l'Alaska Gelati Lecce e la Marmi Trani 80 si sono fuse per dare vita all'Alaska Trani 80.
Di conseguenza, a completamento organico il Giugliano è stato riammesso in Serie A e sono stati ripescati l'Oltrarno Firenze e il Pordenone Friulvini, classificatisi al secondo posto della Serie B 1983.
Avvengono inoltre i seguenti cambi di denominazione:
- da S.S. Fiamma Monza a S.S. R.I.A.C. Fiamma Monza di Monza;
- da A.C.F. Gioventù Sommese a A.C.F. Somma Vesuviana di Somma Vesuviana;
- da S.S. Lazio C.F. a S.S. R.O.I. Lazio C.F. di Roma;
- da A.C.F. Peugeot Talbot Piacenza a A.C.F. Airtronic Piacenza di Piacenza;
- da A.C.F. Tigullio 72 a A.C.F. Tigullio Genova di Santa Margherita Ligure (c.u. 7 del 13 marzo 1984, dopo la 6ª giornata di andata).

### Formato
Le 12 squadre partecipanti si affrontano in un girone all'italiana con partite di andata e ritorno per un totale di 22 giornate. L'ultima classificata retrocede in Serie B.

## Squadre partecipanti
| Club                  | Stagione | Città                        | Stagione precedente   |
| --------------------- | -------- | ---------------------------- | --------------------- |
| Airtronic Piacenza    |          | Piacenza                     | 6º posto in Serie A   |
| Alaska Trani 80       | dettagli | Trani (BA)                   | 2º posto in Serie A   |
| Alba Pavona           |          | Albano Laziale (RM)          | 1º posto in Serie B/B |
| Giolli Gelati Roma    | dettagli | Roma                         | 4º posto in Serie A   |
| Giugliano             |          | Giugliano in Campania (NA)   | 12º posto in Serie A  |
| Oltrarno Firenze      |          | Firenze                      | 2º posto in Serie B/B |
| R.I.A.C. Fiamma Monza |          | Monza (MI)                   | 8º posto in Serie A   |
| Pordenone Friulvini   | dettagli | Pordenone                    | 2º posto in Serie B/A |
| R.O.I. Lazio          | dettagli | Roma                         | 7º posto in Serie A   |
| Sartori FIAT Verona   |          | Verona                       | 10º posto in Serie A  |
| Somma Vesuviana       |          | Somma Vesuviana (NA)         | 9º posto in Serie A   |
| Tigullio Genova       |          | Santa Margherita Ligure (GE) | 5º posto in Serie A   |

## Classifica finale
|  | Pos. | Squadra               | Pt | G  | V  | N | P  | GF | GS  | DR   |
|  | ---- | --------------------- | -- | -- | -- | - | -- | -- | --- | ---- |
|  | 1.   | Alaska Trani 80       | 40 | 22 | 19 | 2 | 1  | 74 | 10  | +64  |
|  | 2.   | R.O.I. Lazio          | 36 | 22 | 16 | 4 | 2  | 69 | 14  | +55  |
|  | 3.   | Giolli Gelati Roma    | 36 | 22 | 16 | 4 | 2  | 63 | 20  | +43  |
|  | 4.   | R.I.A.C. Fiamma Monza | 30 | 22 | 12 | 6 | 4  | 40 | 21  | +19  |
|  | 5.   | Pordenone Friulvini   | 22 | 22 | 8  | 6 | 8  | 36 | 25  | +11  |
|  | 6.   | Sartori FIAT Verona   | 22 | 22 | 9  | 4 | 9  | 31 | 25  | +6   |
|  | 7.   | Somma Vesuviana       | 21 | 22 | 9  | 3 | 10 | 33 | 40  | -7   |
|  | 8.   | Airtronic Piacenza    | 20 | 22 | 7  | 6 | 9  | 32 | 27  | +5   |
|  | 9.   | Alba Pavona           | 12 | 22 | 4  | 4 | 14 | 28 | 44  | -16  |
|  | 10.  | Giugliano             | 12 | 22 | 4  | 4 | 14 | 19 | 40  | -21  |
|  | 11.  | Oltrarno Firenze      | 11 | 22 | 4  | 3 | 15 | 34 | 44  | -10  |
|  | 12.  | Tigullio Genova       | 1  | 22 | 1  | 0 | 21 | 8  | 157 | -149 |

Legenda:
      Campione d'Italia.
      Retrocesso in Serie B 1985.
Note:
Due punti a vittoria, uno a pareggio, zero a sconfitta.
A parità di punti squadre classificate con la differenza reti (reg. FIGCF).
Spareggio in caso di pari punti in zona promozione e/o retrocessione.

## Risultati

### Calendario
| andata     | 1ª giornata                     | ritorno    |
| 4 feb 1984 |                                 | 5 mag 1984 |
| 1-0        | Firenze-Verona                  | 0-1        |
| 2-1        | Alba Pavona-Pordenone           | 0-2        |
| 4-0        | Roma-Giugliano                  | 3-1        |
| 1-5        | Fiamma Monza-Trani              | 0-3        |
| 1-3        | Piacenza-Lazio                  | 0-5        |
| 3-1        | Somma Vesuviana-Tigullio Genova | 10-2       |

| andata      | 4ª giornata               | ritorno     |
| 25 feb 1984 |                           | 26 mag 1984 |
| 0-1         | Firenze-Fiamma Monza      | 1-6         |
| 3-1         | Roma-Verona               | 1-2         |
| 3-1         | Pordenone-Tigullio Genova | 8-0         |
| 2-3         | Alba Pavona-Piacenza      | 1-1         |
| 0-1         | Giugliano-Somma Vesuviana | 2-3         |
| 0-1         | Trani-Lazio               | 1-0         |

| andata      | 7ª giornata               | ritorno     |
| 17 mar 1984 |                           | 17 giu 1984 |
| 0-3         | Firenze-Lazio             | 1-4         |
| 1-0         | Verona-Somma Vesuviana    | 4-1         |
| 1-0         | Pordenone-Piacenza        | 1-2         |
| 1-0         | Roma-Fiamma Monza         | 2-0         |
| 0-2         | Alba Pavona-Trani         | 0-7         |
| 1-2         | Giugliano-Tigullio Genova | 6-0         |

| andata      | 10ª giornata                 | ritorno    |
| 21 apr 1984 |                              | 7 lug 1984 |
| 2-2         | Firenze-Alba Pavona          | 0-2        |
| 2-0         | Giugliano-Verona             | 0-2        |
| 3-0         | Trani-Pordenone              | 4-2        |
| 1-1         | Somma Vesuviana-Fiamma Monza | 1-2        |
| 1-1         | Lazio-Roma                   | 2-3        |
| 10-0        | Piacenza-Tigullio Genova     | 7-0        |

| andata      | 2ª giornata            | ritorno     |
| 11 feb 1984 |                        | 12 mag 1984 |
| 3-1         | Pordenone-Firenze      | 2-0         |
| 0-1         | Tigullio Genova-Verona | 0-8         |
| 0-3         | Alba Pavona-Roma       | 2-3         |
| 0-1         | Giugliano-Fiamma Monza | 0-2         |
| 0-0         | Trani-Piacenza         | 1-0         |
| 4-0         | Lazio-Somma Vesuviana  | 2-0         |

| andata     | 5ª giornata                 | ritorno    |
| 3 mar 1984 |                             | 3 giu 1984 |
| 0-1        | Firenze-Piacenza            | 0-0        |
| 1-1        | Verona-Fiamma Monza         | 1-3        |
| 1-4        | Pordenone-Roma              | 1-1        |
| 1-0        | Somma Vesuviana-Alba Pavona | 2-1        |
| 4-0        | Lazio-Giugliano             | 2-1        |
| 0-9        | Tigullio Genova-Trani       | 0-9        |

| andata      | 8ª giornata                  | ritorno     |
| 24 mar 1984 |                              | 23 giu 1984 |
| 4-0         | Trani-Firenze                | 2-0         |
| 3-0         | Lazio-Verona                 | 3-1         |
| 0-2         | Somma Vesuviana-Pordenone    | 0-5         |
| 0-4         | Piacenza-Roma                | 1-2         |
| 0-2         | Tigullio Genova-Fiamma Monza | 0-5         |
| 0-0         | Alba Pavona-Giugliano        | 0-0         |

| andata      | 11ª giornata             | ritorno     |
| 14 apr 1984 |                          | 14 lug 1984 |
| 17-1        | Firenze-Tigullio Genova  | 5-0         |
| 0-1         | Alba Pavona-Verona       | 0-3         |
| 1-1         | Pordenone-Giugliano      | 0-0         |
| 2-2         | Roma-Trani               | 0-2         |
| 1-1         | Fiamma Monza-Lazio       | 2-2         |
| 2-1         | Somma Vesuviana-Piacenza | 1-0         |

| andata      | 3ª giornata              | ritorno     |
| 18 feb 1984 |                          | 19 mag 1984 |
| 3-1         | Roma-Firenze             | 2-1         |
| 0-0         | Verona-Pordenone         | 0-0         |
| 7-1         | Fiamma Monza-Alba Pavona | 2-0         |
| 2-3         | Piacenza-Giugliano       | 1-0         |
| 0-1         | Somma Vesuviana-Trani    | 1-5         |
| 0-5         | Tigullio Genova-Lazio    | 0-17        |

| andata      | 6ª giornata             | ritorno     |
| 10 mar 1984 |                         | 10 giu 1984 |
| 4-0         | Somma Vesuviana-Firenze | 1-1         |
| 2-1         | Piacenza-Verona         | 0-0         |
| 1-0         | Fiamma Monza-Pordenone  | 2-1         |
| 1-2         | Tigullio Genova-Roma    | 0-14        |
| 3-0         | Lazio-Alba Pavona       | 1-0         |
| 6-0         | Trani-Giugliano         | 3-0         |

| andata      | 9ª giornata                 | ritorno     |
| 31 mar 1984 |                             | 30 giu 1984 |
| 2-0         | Giugliano-Firenze           | 0-3         |
| 1-2         | Verona-Trani                | 2-3         |
| 0-1         | Pordenone-Lazio             | 2-2         |
| 4-0         | Roma-Somma Vesuviana        | 1-1         |
| 0-0         | Fiamma Monza-Piacenza       | 0-0         |
| 0-8         | Tigullio Genova-Alba Pavona | 0-7         |

Nota bene: la 10ª giornata di andata programmata per il 7 aprile è stata rinviata per il maltempo al 21 aprile 1984.

## Verdetti finali
- L'Alaska Trani 80 è Campione d'Italia 1984.
- Tigullio Genova retrocede in Serie B.